# امریکانو (ترانه)
«آمریکانا» ترانه‌ای از هنرمند اهل ایالات متحده آمریکا لیدی گاگا است. این ترانه در آلبوم این‌گونه زاده شده‌ام (آلبوم) قرار داشت.